# Phineas és Ferb
A Phineas és Ferb (eredeti cím: Phineas and Ferb) 2007-től vetített Emmy-díjas amerikai televíziós 2D-s számítógépes animációs vígjátéksorozat, amelyet Dan Povenmire és Jeff "Swampy" Marsh alkotott.
Amerikában 2007. augusztus 17-én mutatta be a Disney Channel és a Disney XD, Magyarországon 2008. május 26-án mutatta be a Jetix. A Disney Channel 2009. szeptember 19-én mutatta be.
A címszerereplők egy külvárosi mostohatestvérpár, akik a nyár minden napján kitalálnak valami lehetetlennek tűnőt, amit aztán megvalósítanak, mindezt a szüleik tudta nélkül. Ez idegesítő a nővérük, Candace számára, ezért mindig le akarja őket buktatni szüleik előtt. Visszatérő poén a sorozat mellékszála, amelyben a család kedvence Kerry ("K ügynök"), egy kacsacsőrű emlős titkosügynököt játszik, aki meg akarja állítani a gonosz tudós, Dr. Doofenshmirtz-et. A két szál a történet végén egybefolyik, aminek következtében Candace nem tudja lebuktatni a fiúkat.
2020-ban új film készült a sorozatból, amely a Disney+-on jelent meg. 2023. január 13-án a Disney Branded Television bejelentette a Television Critics Association-en, hogy a sorozatot két évaddal, összesen 40 epizóddal újjáélesztik.

## Történet
A történet cselekménye egyszerre három szálon fut:
- A fő szál: Phineas és Ferb megépítik egy találmányukat, amihez mindenki túl fiatalnak találja őket, mégis általában engedélyt kapnak rá. Nővérük, Candace mindig megpróbálja megakadályozni őket, és bebizonyítani az anyjuknak, hogy öccsei mindennap építenek/készítenek valamit. Az anyjuk ezt nem hiszi el és az események mindig úgy alakulnak, hogy azt hiszi, Candace csak fantáziál.De egy részben sikerül őket lebuktatni, de a végén kiderül, hogy ez csak Kerry álma volt.
- A második szál: Dr. Doofenshmirtz, egy őrült tudós feltalál valamit, ami az egész "világra" veszélyes lehet. Phineas-ék kacsacsőrű emlőse Kerry (angolul Perry), aki valójában egy titkos ügynök, minden részben megakadályozza Dr. Doofenshmirtz gonosz tervét. A család nem tud Kerry munkájáról.
- A harmadik szál: Candace-nek tetszik egy fiú, Jeremy és úgy tűnik a fiú sem közömbös iránta. Mindig ott van, ahol Candace. Jeremy néha furcsállja Candace viselkedését (aki általában azon igyekszik, hogy lebuktassa öccseit), de nem igazán zavarja. Candace szeretne összejönni Jeremy-vel.

Ez a három szál általában összefonódik, az első kettő pedig minden részben összefügg. Phineas-nak és Ferbnek Dr. Doofenshmirtz "segít" abban, hogy ne bukjanak le anyjuk előtt, bár erről a szereplők nem tudnak. A találmányaik is összefüggnek. Kerry végig megőrzi a titkát, bár a gyerekeknek feltűnik, hogy eltűnik, de a végén mindig előkerül, így nem gondolkoznak azon, hogy hol volt napközben.

## Szereposztás

### Főszereplők
| Szereplő                | Eredeti hang                                                     | Magyar hang                                 |
| ----------------------- | ---------------------------------------------------------------- | ------------------------------------------- |
| Phineas Flynn           | Vincent Martella                                                 | Penke Bence Sánta László (énekhang)         |
| Ferb Fletcher           | Thomas Brodie-Sangster (1–4. évad) David Errigo Jr. (5. évadtól) | Timon Barnabás                              |
| Candace Flynn           | Ashley Tisdale                                                   | Pap Katalin (1. hang) Pupos Tímea (2. hang) |
| Kacsacsőrű Kerry        | Dee Bradley Baker                                                | Eredeti hang                                |
| Dr. Heinz Doofenshmirtz | Dan Povenmire                                                    | Háda János                                  |

### Mellékszereplők
| Szereplő                | Eredeti hang         | Magyar hang                                       |
| ----------------------- | -------------------- | ------------------------------------------------- |
| Isabella Garcia-Shapiro | Alyson Stoner        | Kántor Kitty                                      |
| Baljeet Tjinder         | Maulik Pancholy      | Csík Csaba                                        |
| Buford van Stomm        | Bobby Gaylor         | Láng Balázs                                       |
| Linda Flynn-Fletcher    | Caroline Rhea        | Kiss Erika                                        |
| Lawrence Fletcher       | Richard OʼBrien      | Megyeri János                                     |
| Monogram őrnagy         | Jeff "Swampy" Marsh  | Rudas István (1. hang) Bácskai János (2. hang)    |
| Karl                    | Tyler Alexander Mann | Renácz Zoltán                                     |
| Stacy Hirano            | Kelly Hu             | Dögei Éva                                         |
| Jeremy Johnson          | Mitchel Musso        | Moser Károly                                      |
| Vanessa Doofenshmirtz   | Olivia Olson         | Mics Ildikó (1. hang) Nemes Takách Kata (2. hang) |
| Gretchen                | Ariel Winter         | Molnár Ilona                                      |
| Norm                    | John Viener          | Joó Gábor                                         |
| Irving Du Bois          | Jack McBrayer        | Pálmai Szabolcs                                   |
| Albert                  | Diedrich Bader       | Fekete Zoltán                                     |

## Epizódok
| Évad | Évad | Epizódok | Eredeti sugárzás    | Eredeti sugárzás   | Magyar sugárzás      | Magyar sugárzás     |
| Évad | Évad | Epizódok | Évadpremier         | Évadfinálé         | Évadpremier          | Évadfinálé          |
| ---- | ---- | -------- | ------------------- | ------------------ | -------------------- | ------------------- |
|      | 1    | 26 (47)  | 2007. augusztus 17. | 2009. március 20.  | 2008. május 26.      | 2009. augusztus 14. |
|      | 2    | 39 (66)  | 2009. február 19.   | 2011. február 11.  | 2009. szeptember 19. | 2011. június 22.    |
|      | 3    | 35 (62)  | 2011. március 4.    | 2012. november 30. | 2011. szeptember 17. | 2013. június 29.    |
|      | 4    | 35 (53)  | 2012. december 7.   | 2015. november 9.  | 2013. szeptember 21. | 2017. április 23.   |